# Adeimantos (con trai của Leucolophides)
Adeimantos (/ˈædiːˌmæntəs/; tiếng Hy Lạp: Ἀδείμαντος), con trai của Leucolophides, một người Athens, là một trong số các chỉ huy của cuộc viễn chính chống lại Andros cùng với Alcibiades vào năm 407 TCN. Ông một lần nữa lại được bổ nhiệm làm một trong số những tướng lĩnh của người Athens sau trận Arginusae vào năm 406, và tiếp tục nắm giữ chức vụ tới tận trận Aegospotami vào năm 404, ông là một trong những vị chỉ huy trong trận này và bị bắt làm tù binh. Ông là tù binh duy nhất người Athens đã không bị xử tử, bởi vì ông đã phản đối sắc lệnh chặt tay phải của những người Lacedaemonia bị bắt trong trận chiến. Ông đã bị nhiều người kết tội phản bội trong trận chiến này, và sau đó bị Conon kết tội phản quốc. Aristophanes nhắc đến Adeimantos trong tác phẩm con ếch, mà được trình diễn vào năm diễn ra trận chiến này, là người có cái chết được mong đợi; và ông ta cũng gọi ông, dường như vì để chế giễu, người con trai của Leucolophus, đó là "Bờm Trắng". Trong tác phẩm Protagoras của Plato, Adeimantos cũng được nhắc đến là xuất hiện trong dịp này